# Październik 2008 w sporcie
Zobacz też: Październik 2008 • Zmarli w październiku 2008 • Październik  2008 w Wikinews

## 12 października2008
- W Wilnie zakończyły się XIV Mistrzostwa Świata w Karate Tradycyjnym. Polacy zdobyli 10 medali: 3 złote, 5 srebrnych i 2 brązowe.